# Diari de Sabadell
El Diari de Sabadell es una publicación independiente que informa sobre la actualidad de Sabadell y su área de influencia. Nació en el año 1977 aunque es heredero de publicaciones anteriores. Antiguamente fue una publicación bilingüe desde 1977 hasta el mes de abril de 2018, cuando pasó a editarse íntegramente en catalán.

## Historia
Entre 1910 y 1936 ya se había editado un Diari de Sabadell, de línea editorial catalanista.
En 1942 se puso en marcha el Diario de Sabadell, propiedad de FET y de las JONS, que pronto se convirtió en la principal publicación de la comarca. La publicación, que en realidad se publicaba cuatro o cinco veces a la semana, alargó su existencia hasta 1977, cuando fue privatizada. Fue adquirido por la empresa Vallesana de Publicaciones de Ramón Rodríguez Zorrilla, que sería su director. A partir del 3 de abril de 1977 volvió a salir a la calle. Tiempo después cambió el título a Diari de Sabadell.
Durante cuarenta años, y con una gran fidelidad de lectores, se publicó de martes a sábado, hasta que, en enero de 2013 pasó a editarse trisemanalmente, el martes, el jueves y el sábado. Víctima de los problemas económicos derivados de la crisis y de la falta de evolución del modelo editorial y de negocio, tras varios años de pérdidas Vallesana de Publicaciones anunció el cese de su actividad y puso la cabecera en venta.
Diari de Sabadell fue adquirido por un grupo de inversores locales liderados por Marc Basté Alujas, abogado y periodista con amplia experiencia en el mundo editorial, que puso en marcha un proyecto de renovación editorial con un nuevo equipo. Novapress Edicions, la nueva empresa editora de Diari de Sabadell, se hizo cargo de la operación el 10 de abril de 2018, manteniendo la periodicidad y sin dejar de publicar ni una sola edición. La cabecera mantuvo todos los suscriptores y las ventas en quiosco.
El 26 de junio de 2018 Novapress Edicions lanzó un completo rediseño de Diari de Sabadell, así como su nueva web, con muy buena acogida en el sector. Para la concepción del nuevo periódico, el nuevo editor confío en el equipo con el que había trabajado anteriormente en otros proyectos, formado por Eduardo Tessler, Chus del Río y Antonio Martín, autor este último del nuevo diseño. 
Desde mayo de 2018, el director del Diari de Sabadell es Albert Solé Bonamusa, periodista de Sabadell con larga trayectoria profesional en medios locales y de ámbito catalán, siendo el ARA el más destacado. Marc Basté se mantiene como Editor y consejero delegado de Novapress Edicions.
En mayo de 2019 el Diari de Sabadell releva a su director tras poco menos de un año al frente, y asumen la dirección de forma interina el editor, Marc Basté, y el Jefe de Redacción, Miquel Angel Luque. En 2021, Albert Acín asume el cargo de Jefe de Redacción, en sustitución de Luque, que desde entonces desarrolla las mismas funciones en el Diari de Terrassa.